# Creation (película)
Creation (titulada Creación en Chile y La duda de Darwin en España) es una película inglesa de 2009, producida por Jeremy Thomas  y dirigida por Jon Amiel, con Paul Bettany en el papel del naturalista inglés Charles Darwin y Jennifer Connelly como su esposa Emma Darwin. La película relata hechos reales así como otros ficcionados de la vida del naturalista Charles Darwin, centrados principalmente en la lucha interior entre su vocación científica que le impulsó a escribir El origen de las especies y la devoción que sentía por su mujer, profundamente religiosa, que veía con miedo una obra en la que se negase la creación del Universo por parte de Dios. Así mismo, la obra narra la especial relación que había entre Charles Darwin y su hija mayor, Annie (Martha West), quien sentía la misma pasión que su padre por el estudio de la naturaleza. John Collee es el guionista de la obra, basada en la biografía de Randal Keynes sobre Darwin titulada Annie's Box.

## Argumento
El naturalista inglés Charles Darwin es un padre joven y entregado que vive tranquilamente en una idílica villa rural. Es un hombre brillante y un esposo y padre entregado así como una persona profundamente emotiva. Darwin está especialmente unido a su hija mayor Annie, una niña de diez años inteligente y curiosa y que tiene especial pasión por la naturaleza. Es el ojito derecho de su padre, quien la enseña todos sus conocimientos acerca de las ciencias naturales, incluyendo su teoría de la evolución, así como las historias de sus viajes por todo el mundo. Su historia favorita, a pesar del triste final, es la de la orangutana Jenny, traída de las selvas de Borneo al Zoo de Londres, donde finalmente muere de neumonía en los brazos de su cuidador. Darwin se enfurece al enterarse de que el sacerdote de su pueblo ha castigado a su hija arrodillándola sobre sal de roca por contradecirle en las clases sobre la existencia de los dinosaurios, ya que según el Creacionismo, la doctrina imperante en la época, la existencia y la extinción de los dinosaurios contradice la creencia de que el origen de la vida está en la Creación.
Después de regresar de su expedición de las Islas Galápagos 15 años antes, Darwin todavía se encuentra trabajando en su obra acerca de sus descubrimientos, que fundamentan la Teoría de la Evolución. Este retraso en su labor responde al profundo dilema moral al que se enfrenta Darwin, obligado a elegir entre el amor que le profesa a su profundamente religiosa esposa, Emma, que se opone a sus teorías y es consciente de la amenaza que supondría la publicación de esa obra para la salvaguarda de sus creencias religiosas. Emma se atormenta al pensar que a causa del pensamiento científico de su marido, se vean obligados a separarse en la vida eterna, ya que tiene miedo a que Charles vaya al infierno.
La película muestra algunos flashbacks y alucinaciones de Darwin sobre su difunta hija Annie, que empuja a su padre a enfrentarse a sus miedos y a terminar su obra maestra. Se muestra aquí que la muerte de Annie fue durante mucho tiempo un tabú entre Darwin y Emma, ya que ambos se culpan intensamente de la muerte de su hija. Como resultado, las relaciones entre Charles y Emma se tornan insoportables, e incluso afectan al amor que se profesan. Angustiado y abatido, Darwin comienza a sufrir una misteriosa enfermedad que le hace fatigarse hasta la extenuación.
Aquí se revelan algunos detalles sobre la muerte de Annie. Cuando su hija enfermó en 1851, Darwin la lleva al pueblo de Malvern en el condado de Worcestershire para someterla a las curas de Hidroterapia del Dr. James Manby Gully, en contra de la voluntad de su esposa Emma. La enfermedad de Annie empeora irremediablemente y finalmente muere mientras su padre le cuenta la historia de la orangutana Jenny una vez más. Darwin se derrumba, y se convence de que la muerte de su hija, así como las leyes naturales, en nada tienen que ver con la intervención divina. Para sus contemporáneos, esta idea es tan peligrosa que amenaza la existencia de Dios. En una caja en el estudio de Darwin, descubrimos las notas y las observaciones que se convertirían en El origen de las especies.
Después de leer algunos extractos de sus notas, los amigos científicos de Darwin, Joseph Dalton Hooker y Thomas Henry Huxley, le animan a publicar la obra. Huxley, visiblemente emocionado le dice a Darwin que "su teoría ha matado a Dios", lo cual hace que resurjan las dudas acerca de la publicación del manuscrito. En sus alucinaciones, se le reaparece Annie reprobándole por sus dudas y su cobardía.
Darwin recibe en 1858 una carta de su colega Alfred Russel Wallace que detalla los mismos descubrimientos de Darwin en unas 20 páginas. Darwin comienza a tener sentimientos encontrados al respecto de estas revelaciones, ya que todo su trabajo podría haber sido en vano si Alfred Russel Wallace se adelanta a la publicación de su obra, pero por otra parte siente que si no tuviera que escribir su obra, las discusiones con su esposa Emma terminarían. Los amigos de Darwin le impulsan a continuar con la obra, ya que su lectura es mucho más comprensible que la de Russel Wallace.
Después de recibir tratamiento en Malvern, Darwin hace una visita al hotel en el cual murió su hija Annie. Esta visita cambia su percepción sobre su obra; tras su regreso a casa, consigue recuperar el amor y la pasión con su mujer, sincerándose ambos sobre sus temores y sus remordimientos por la muerte de Annie. Concretamente, hablan de la posibilidad de que la muerte de Annie se debiera a condicionantes genéticos, ya que Emma y Darwin eran primos carnales. Su renovada devoción mutua hace que Darwin se recupere completamente de su enfermedad y se encuentre preparado para retomar su trabajo y finalizar su obra, y también restablece la fe de Emma en su matrimonio, lo que la da fuerzas para apoyar el trabajo de su esposo. Darwin finalmente termina la obra, y se la entrega a Emma para que sea ella la que decida si "El origen de las especies" debe publicarse. Después de leer el manuscrito, y reconociendo la belleza con la que está escrito, en la cual se entremezcla la verdad científica con el sentimiento de fe hacia Dios, ella misma lo prepara para enviarlo para su publicación al editor londinense John Murray. Emma le dice a su esposo que ahora ella también es "cómplice" de lo que significará la publicación de la obra, pero confía en que Dios en su misericordia los perdone a ambos.
Darwin finalmente camina hacia la puerta de su casa llevando el paquete con su obra para que la recoja el cartero. Cuando este llega, Darwin vuelve a dudar si dejarlo ir con las manos vacías, aunque finalmente le da el paquete. El cartero se va, sin ser consciente de la prodigiosa idea que lleva en un paquete en su carro y que pronto verá la luz. Mientras Darwin retorna a la casa, el espíritu de su hija Annie lo acompaña.

## Reparto
Familia de Darwin
- Paul Bettany, como Charles Darwin.
- Jennifer Connelly, como  Emma Darwin.
- Martha West, como Anne Darwin.
- Freya Parks, como Etty Darwin.
- Christopher Dunkin, como George Darwin.
- Gene Goodman, como Frank Darwin.
- Harrison Sansostri, como Leonard Darwin.

Otros personajes
- Benedict Cumberbatch, como Joseph Dalton Hooker.
- Jeremy Northam, como el Reverendo John Brodie Innes.
- Toby Jones, como Thomas Henry Huxley.
- Bill Paterson, como el Dr. Gully
- Robert Glenister, como el Baronet Sir Henry Holland.
- Jim Carter, como Joseph Parslow.
- Ian Kelly, como Robert FitzRoy.
- Zak Davies, como Jemmy Button.
- Anabolena Rodriguez, como Fuegia Basket.

## Producción
Creation está basada en las cartas y documentos reales de la Familia Darwin. Es una adaptación de Annie's Box: Charles Darwin, His Daughter and Human Evolution, una biografía de Charles Darwin escrita por su tataranieto Randal Keynes que fue un éxito de ventas.
La película fue producida por Jeremy Thomas y distribuida por Recorded Picture Company. BBC Films participó en el rodaje con ayuda económica concedida por el UK Film Council. Fue rodada en Inglaterra en diciembre de 2008. Much of the filming took place in the Wiltshire town of Bradford on Avon (standing in for Malvern), and at Darwin's home, Down House in Kent.

## Estreno
La película se estrenó con su premier mundial el 10 de septiembre de 2009 en el Festival Internacional de Toronto de 2009 en la Gala de Inauguración, the first non-Canadian film since 1996 to be so honoured. La película fue estrenada en Reino Unido el 25 de septiembre de 2009, en Grecia el 15 de octubre de 2009, en Japón el 20 de octubre de 2009 (Festival Internacional de Cine de Tokio), en Nueva Zelanda el 24 de diciembre de 2009, en Holanda el 7 de enero de 2010, en Bélgica el 20 de enero de 2010, y en EE. UU. y Canadá el 22 de enero de 2010.
Según el productor Jeremy Thomas, en Estados Unidos fue de los últimos países donde se encontró un distribuidor para la película ya que la controversia entre evolucionismo y creacionismo está muy vigente en el país. Thomas dijo: "Es increíble para nosotros que todavía exista una problemática de este calibre en torno a este asunto en América. Aún permanece fuertemente arraigada la creencia de que Dios hizo el mundo en seis días. Nos resulta difícil para nosotros en Reino Unido imaginar la importante influencia de la religión en América. Vivimos en un país que ya no es tan religioso como era antaño, pero en los Estados Unidos, fuera de Nueva York o Los Ángeles, la religión lo domina todo." His comments in the mainstream press, and the publicity surrounding the Toronto premiere, provoked flame wars across religious, atheist, science, and film communities on the Internet. Posts on related blogs such as film critic Roger Ebert's, a noted admirer of Darwin, stretched into the hundreds.
El 24 de septiembre de 2009, Variety Magazine dio la noticia de que Newmarket Films había comprado los derechos sobre la película, que fue lanzada finalmente en los EE. UU. el 22 de enero de 2010.

## Críticas
La película recibió críticas mixtas. Rotten Tomatoes informó que el 46% de las críticas fueron positivas basándose en 92 críticas, con una puntuación media de 5,5 sobre 10.
El crítico de cine Philip French, escribió de la película en The Observer, que es "Un complejo y veraz trabajo que hace justicia a las Teorías de Darwin y sus implicaciones.", mientras que su colega, el crítico Peter Bradshaw escribió: "Esta gentil, sentida y bien interpretada película sobre Charles Darwin y sus inquietudes personales que precedieron a la publicación en 1859 de su obra El origen de las especies no esconde los hechos, sino que los personaliza y les da un nuevo contexto."
En el Daily Telegraph, el crítico Tim Robey opinó: "(Paul) Bettany es un genio del entretenimiento y la interpretación, ha guiado el film de manera inteligente a través de sus flashbacks en la búsqueda de su propio ser. Sólo la escena del padre y su hija caminando de la mano parece una licencia sentimental innecesaria – un toque entre los muchos en esta triste obra sobre el desarrollo de una gran idea. En el Screen International, el veterano crítico de cine Fionnuala Halligan escribió: "Bettany es sin duda alguna el principal valor de la película: ha estado físicamente y emocionalmente convincente como Darwin en un papel muy complejo. El desafío central de Amiel aquí es convencer a la audiencia de su historia: padres de 10 hijos, eminentes Victorianos con una inusual devoción hacia su prole; el autor de un libro que cambió el mundo."
En The Hollywood Reporter, el crítico Ray Bennett dijo que "el mayor logro de Amiel es que "Creation" sea una película profundamente humana con momentos de genuina lucidez y grandes esperanzas en tocar un pensamiento profundo."